# Afghaans kenteken

Huidig kentekenplaat uit Kabul

Het eerste Afghaans kenteken stamt uit 1970. De huidige kentekenplaat stamt uit 2004.
De kentekenplaat voor voertuigen van particulieren is een witte rechthoekige plaat met zwarte Arabische en Latijnse letters en cijfers, waarop duidelijk te zien is waar het kenteken vandaan komt.
| YYY 11111 XXX |

| Y 11111 X |

Overheidsplaten hebben de kleur groen.